# Première guerre anglo-afghane
Pour les articles homonymes, voir Guerres anglo-afghanes.
La première guerre anglo-afghane oppose de 1839 à 1842 le Royaume-Uni à l'Afghanistan dans le contexte de la rivalité du Grand Jeu entre le Royaume-Uni et la Russie. Elle se solde par une victoire afghane.

## Contexte historique
Le gouvernement de l'Inde choisit un de ses officiers de renseignement (« Political Officer ») Alexander Burnes, qui parle couramment dari et ourdou, avec probablement de très solides notions de pachtou, pour aller enquêter sur la situation politique à Kaboul. Accompagné d'une équipe modeste, il y séjournera à plusieurs reprises entre 1836 et 1838. Cette mission prélude à l'invasion de l'Afghanistan par les Anglais, qui ont décidé, contrairement à l'avis de Burnes, de déposer l'émir Dost Mohammed, qui leur est hostile, et réinstaller sur le trône de Kaboul l'émir déchu Shah Shudja, jugé plus conciliant. Les Anglais entrent dans Kaboul en août 1839 après avoir défait les troupes de Dost Mohammed. Châh Choudja s'installe dans le palais inclus dans le périmètre de la forteresse de Bâlâ Hissar.

## Déroulement du conflit

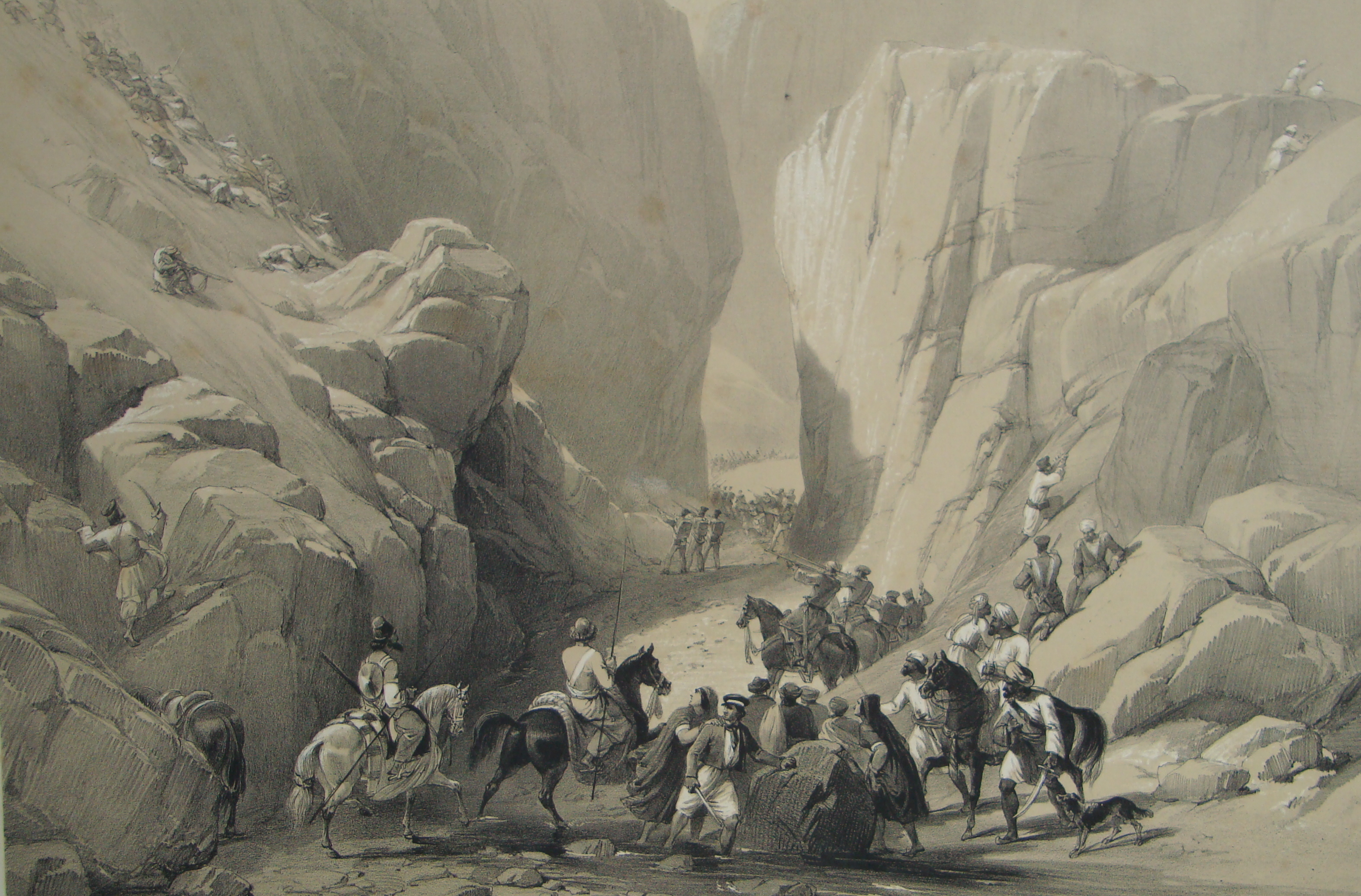
Reconstitution d'une embuscade dans les gorges de la Kaboul (1842).

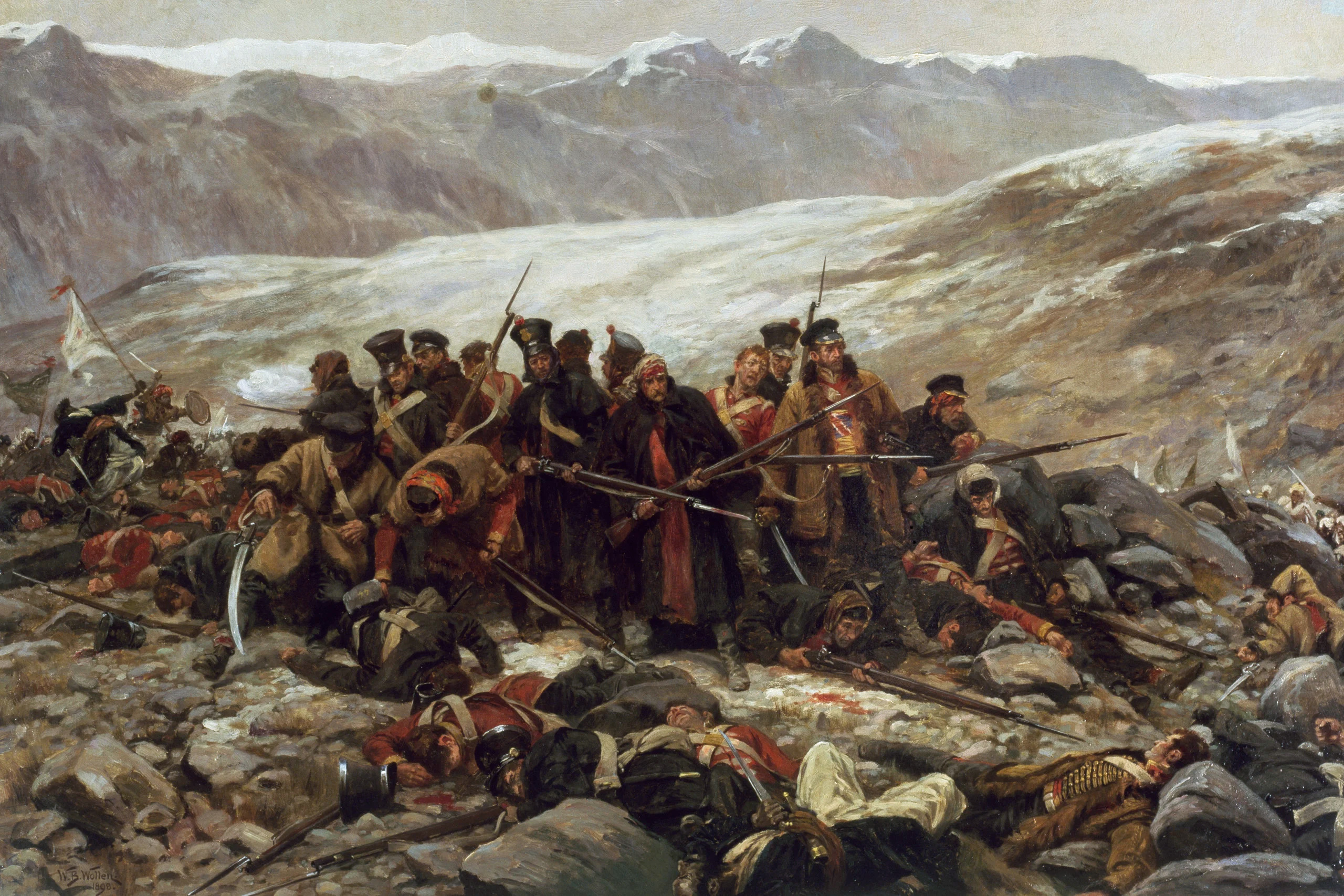
William Barnes Wollen.- Le dernier combat du 44e régiment à Gandamak, Afghanistan, 1898

La situation est mal acceptée par la population, qui ne supporte pas l'occupation étrangère. Une révolte éclate, menée par Wazir Akbar Khan, le fils de Dost Mohammed. Burnes, nommé représentant officiel du gouvernement britannique courant 1841, est massacré le 2 novembre 1841 avec les membres de sa mission. Les Anglais évacuent Kaboul en janvier 1842. Une colonne comprenant 16 500 personnes (dont 4 500 soldats et 12 000 auxiliaires, membres de leurs familles et domestiques) prend la direction de Jalalabad. Tous sont tués ou faits prisonniers entre le 6 et le 13 janvier lors de la bataille de Gandamak. Le seul survivant est le docteur William Brydon. Châh Choudja est assassiné le 5 avril 1842. 
Les Anglais entendent bien venger cette humiliation. Deux corps d'armées britanniques entrent en Afghanistan par des voies différentes durant l'été 1842. Ils atteignent Kaboul en septembre. Ils vont récupérer en différents endroits les prisonniers qui ont été faits en janvier. Mais, en représailles du carnage, le général Pollock, commandant les détachements britanniques, ordonne l'incendie du bazar de Kaboul (après qu'Istalif et Charikar, au nord de Kaboul, ont subi un sort identique). Les deux corps d'armée quittent alors l'Afghanistan et l'émir Dost Mohammed retrouve Kaboul, où il va régner sans partage jusqu'à sa mort en 1863.

## Conséquences
Le chaos s'installe alors à nouveau, car trois fils de Dost Mohammed se disputent sa succession. La guerre civile fait rage pendant six ans, tandis que les Russes avancent dans la Transoxiane et que les Perses menacent Hérat. Les Anglais ont alors le choix entre deux conduites : soit annexer la partie orientale de l'Afghanistan (ou plutôt le royaume de Kaboul et la province de Kandahar), soit favoriser l'émergence d'un État afghan indépendant. Au terme de valses-hésitations et de négociations difficiles entre les nombreux protagonistes, les Anglais obtiennent de l'émir de Kaboul (à cette époque Yakoub Khan, qui a évincé son père Sher Ali, fils de Dost Mohammed) l'accréditation d'une mission diplomatique permanente à Kaboul pour contrebalancer l'influence russe qui se fait de plus en plus pressante. Les Anglais lui imposent en outre le traité de Gandomak, signé le 26 mai 1879, qui place les relations extérieures du futur État afghan sous la tutelle britannique, en échange de quoi l'émir percevra une « pension » confortable ; il sera libre d'imposer son autorité dans les limites du territoire qui lui aura été reconnu après délimitation des frontières, et qui s'appellera officiellement l'Afghanistan.

### Documentaires télévisés
- Début du 6e épisode : Des chefs incompétents, de la série : Les grandes erreurs militaires, sur Planète+.